# Joan Nuet i Vidal
Joan Nuet i Vidal (segle xix) fou un dirigent obrer català. Treballava com a torner i serraller i fou membre de la Direcció Central de les Societats Obreres de Barcelona (1868-69) i directiu de l'Ateneu Català de la Classe Obrera (1868-1869). Participà en el congrés obrer de Barcelona de 1870 com a representant els serrallers de Barcelona, de tendència no bakuninista. Fou secretari de la federació barcelonina de la FRE de l'AIT el 1872-1873. El 1877 participà en una escissió de la FRE i formà el Centre Federal de Societats Obreres de Barcelona. Col·laborà en el periòdic El Obrero (1880). El 1882 fou dirigent del Partit Democràtic Socialista Obrer Espanyol, i el 1888 fou membre de la Junta Directiva de l'Exposició Universal de Barcelona, en representació de l'Ateneu Obrer de Barcelona.